# The Vincent van Gogh Biennial Award for Contemporary Art in Europe
Der Preis The Vincent van Gogh Biennial Award for Contemporary Art in Europe (kurz auch der Vincent Award genannt) wurde zwischen 2000 und 2014 alle zwei Jahre an junge europäische Künstler vergeben, deren herausragende Werke die zeitgenössische Kunst in besonderer und dauerhafter Weise beeinflussen sollen.
Der mit 50.000 Euro dotierte Preis wurde von der Broere Charitable Foundation gestiftet und in den Jahren 2000, 2002 und 2004 zusammen mit dem Bonnefantenmuseum in Maastricht und in den Jahren 2006 und 2008 mit dem Stedelijk Museum in Amsterdam organisiert und vergeben. Der Preis war gleichzeitig mit einer Ausstellung der Werke des Preisträgers verbunden.
Im Jahre 2008 wurde zusätzlich ein Publikumspreis vergeben. 2010 und 2016 wurde kein Preis vergeben. 2018 wurde die endgültige Einstellung des Preises bekanntgegeben.

## Sonstiges
Der österreichische Künstler Peter Friedl verzichtete 2008 auf seine Nominierung und lehnte eine Teilnahme am Wettbewerb ab.

## Preisträger
- 2000: Eija-Liisa Ahtila
- 2002: Neo Rauch
- 2004: Paweł Althamer
- 2006: Wilhelm Sasnal
- 2008: Rebecca Warren[3]; Deimantas Narkevicius, Publikumspreis: Francis Alÿs
- 2014: Anri Sala